# High altitude, low opening

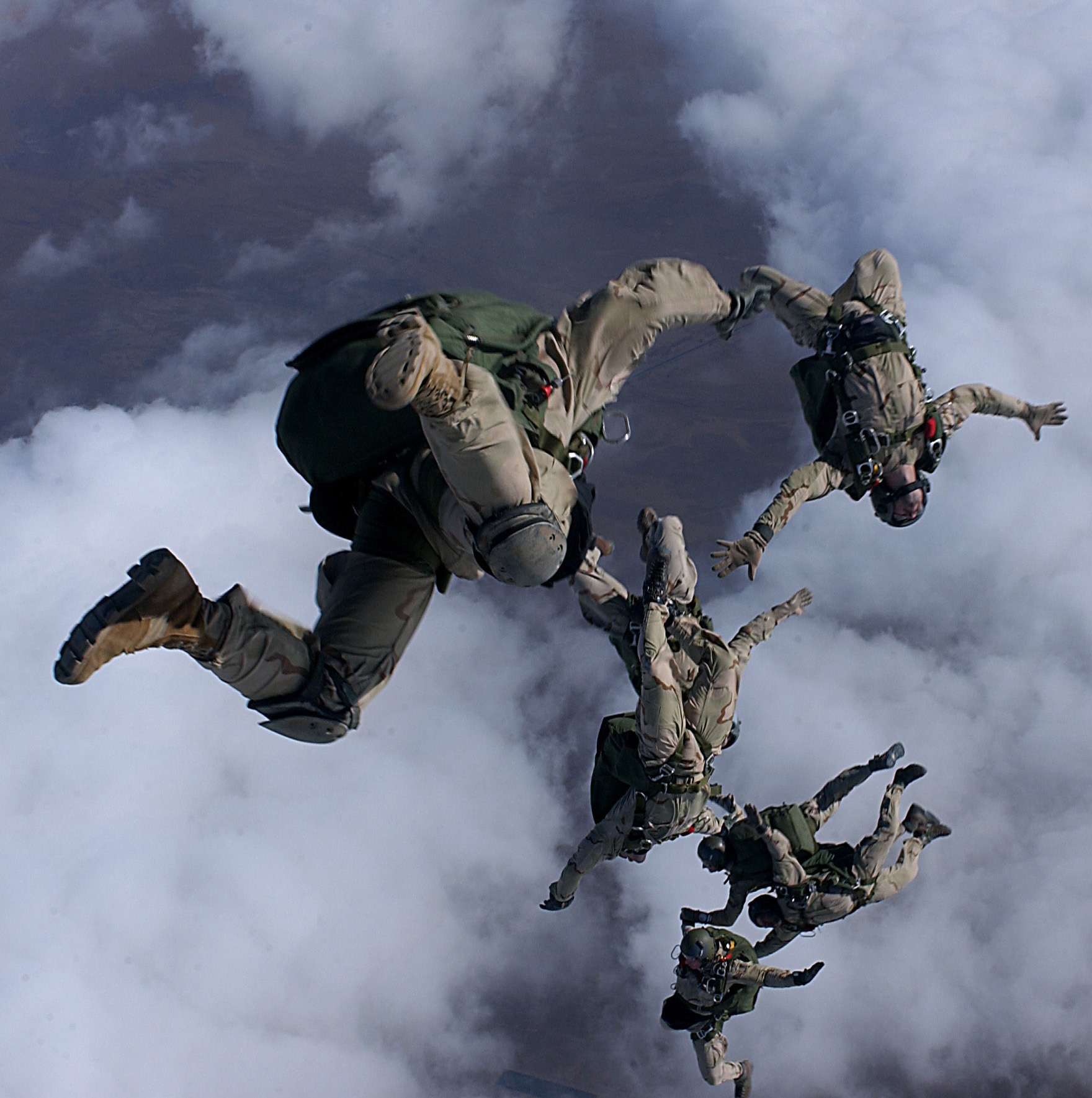
Specialförbandsoperatörer från U.S. Air Force Pararescue genomför HALO-hopp.

High altitude, low opening (HALO) är en typ av fallskärmshopp där fallskärmshopparen gör uthoppet på hög höjd och öppnar upp fallskärmen på låg höjd, fallskärmshopparen faller fritt under lång tid. Denna typ av hopp kräver att fallskärmen utlöses manuellt av hopparen och inte via automatutlösning.
HALO-hopp används av militära enheter som specialförband för att minska tiden som fallskärmshopparen är i luften.